# Штейнбрюк, Отто Оттович
Отто Оттович Штейнбрюк (нем. Otto Steinbrück, 1892, Гергеньоршова (Австро-Венгрия, ныне Румыния) — 21 августа 1937) — советский разведчик, член ВКП(б) с 1918 года. Корпусной комиссар (23.11.1935).

## Биография
По происхождению немец. Окончил кадетский корпус[когда?].
В чине гауптмана австро-венгерской армии в 1917 году попал в русский плен.
Член Компартии Венгрии (1918). В числе организаторов армии Венгерской советской республики, заместитель командующего корпусом, офицер для поручений при Бела Куне в 1918—1919 годах.
В 1919—1920 годах — политзаключенный в Венгрии. В 1920—1921 годах — на нелегальной работе в Германии, где был арестован и выслан в РСФСР.
В 1921—1922 годах — уполномоченный 15-го отделения (работа по странам Большой Антанты) Особого отдела ВЧК. В 1922—1923 годах — уполномоченный закордонного отделения Иностранного отдела ОГПУ.
В 1923—1925 годах — советник в военном аппарате Компартии Германии, резидент ИНО в Швеции.
В 1925 году был отозван из-за границы по настоянию начальника Контрразведывательного отдела (КРО) ОГПУ Артура Артузова и назначен в КРО начальником немецкого отделения.
В 1925—1929 годах — начальник 8-го (немецкого) отделения Контрразведывательного отдела (КРО) ОГПУ.
В 1929—1930 годах — начальник Контрразведывательного отдела полпредства ОГПУ по Западной области.
В 1931—1935 годах — начальник 3-го отделения Иностранного отдела ОГПУ.
Вместе с Артуром Артузовым перешёл в Разведуправление РККА. Указывается в ряду двух-трёх наиболее крупных фигур, перешедших тогда из ОГПУ в Разведупр.
В 1935—1937 годах — начальник 1-го (агентурная разведка на Западе) отдела Разведупра РККА.
Арестован 21 апреля 1937 года. Приговорён Комиссией НКВД и Прокурора СССР 21 августа того же года. Расстрелян 21 августа 1937 года. В тот же день были расстреляны Артур Артузов и Фёдор Карин. Реабилитирован 10 сентября 1957 года. Место захоронения: Донское.